# Acanthocreagris sandaliotica
Acanthocreagris sandaliotica es una especie de arácnido del orden Pseudoscorpionida de la familia Neobisiidae.

## Distribución geográfica
Se encuentra en Cerdeña (Italia).